# Liste der Gesandten der Vereinigten Staaten in Hawaii

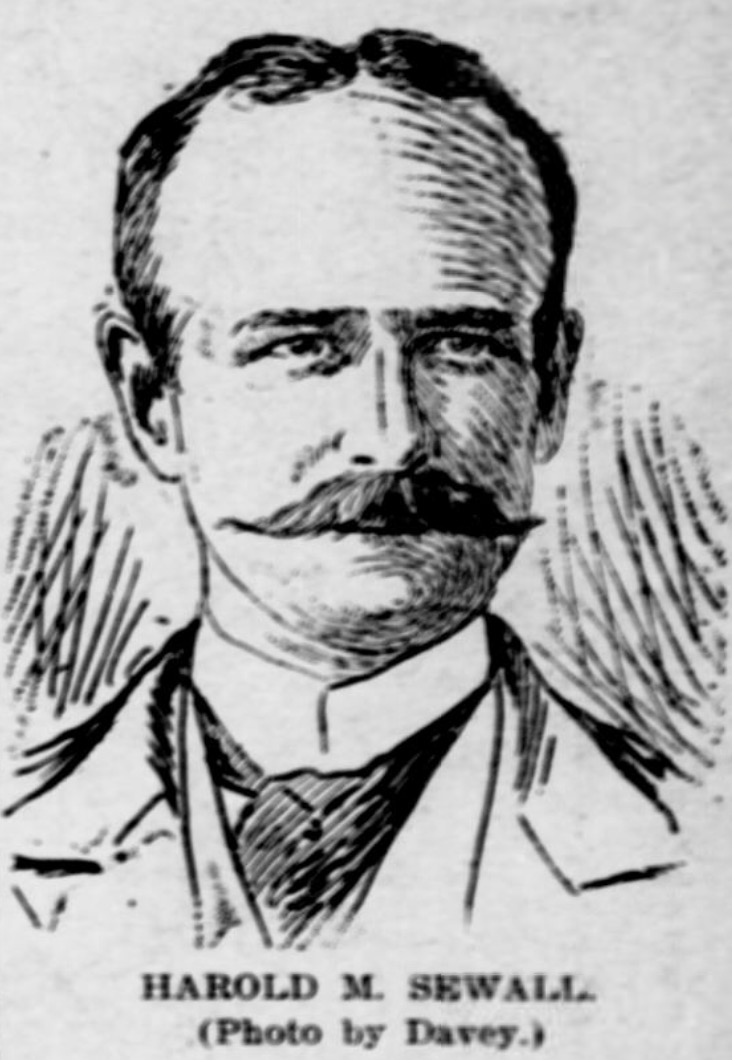
Harold M. Sewall, der letzte US-Gesandte in Hawaii

Der Gesandte der Vereinigten Staaten von Amerika in Hawaii war der Gesandte der Vereinigten Staaten von Amerika in das Königreich Hawaiʻi und in die Republik Hawaii bis zur Annexion der Inseln durch die Vereinigten Staaten 1898.

## Gesandte
| Amtszeit  | Name                       | Bemerkung                                                                   |
| --------- | -------------------------- | --------------------------------------------------------------------------- |
| 1853–1858 | David Lawrence Gregg       | Commissioner                                                                |
| 1858–1861 | James Wallace Borden       | Commissioner                                                                |
| 1861–1863 | Thomas Jefferson Dryer     | Commissioner                                                                |
| 1863–1866 | James McBride              | Minister Resident                                                           |
| 1866–1868 | Edward Moody McCook        | Minister Resident                                                           |
| 1869–1877 | Henry Augustus Peirce      | Minister Resident                                                           |
| 1877–1882 | James Monroe Stewart Comly | Minister Resident                                                           |
| 1882–1885 | Rollin Mallory Daggett     | Minister Resident                                                           |
| 1885–1889 | George W. Merrill          | Minister Resident                                                           |
| 1889–1890 | John Leavitt Stevens       | Minister Resident, ab 1890 Envoy Extraordinary and Minister Plenipotentiary |
| 1893      | James Henderson Blount     | Envoy Extraordinary and Minister Plenipotentiary                            |
| 1893–1897 | Albert Shelby Willis       | Envoy Extraordinary and Minister Plenipotentiary, Starb in Hawaii           |
| 1897–1898 | Harold Marsh Sewall        | Envoy Extraordinary and Minister Plenipotentiary                            |